# Fútbol en los Juegos Mediterráneos de 2009
El torneo de fútbol en los Juegos Mediterráneos de 2009 se realizó entre selecciones nacionales sub-20, desde el 25 de junio hasta el 5 de julio de 2009, proclamándose campeona la selección de fútbol sub-20 de España.

## Equipos participantes
- Albania
- Francia
- Grecia
- Italia
- Libia
- Malta
- Montenegro
- Marruecos
- España
- Siria
- Túnez
- Turquía

## Estadios
| Estadio                | Ciudad              | Capacidad |
| ---------------------- | ------------------- | --------- |
| Estadio Adriático      | Pescara             | 25,000    |
| Estadio Guido Angelini | Chieti              | 12,750    |
| Stadio Comunale        | Teramo              | 7,498     |
| Estadio Guido Biondi   | Lanciano            | 6,400     |
| Estadio dei Marsi      | Avezzano            | 3,692     |
| Estadio Valle Anzuca   | Francavilla al Mare | 3,500     |

## Fase de grupos

### Grupo A
| Equipo | PJ | G | E | P | GF | GC | DG | Pts |
| ------ | -- | - | - | - | -- | -- | -- | --- |
| Italia | 2  | 1 | 1 | 0 | 4  | 2  | +2 | 4   |
| Grecia | 2  | 1 | 0 | 1 | 5  | 3  | +2 | 3   |
| Siria  | 2  | 0 | 1 | 1 | 1  | 5  | -4 | 1   |

| 25 de junio de 2009 18:00 CET | Italia      | 1:1 | Siria      | Stadio dei Marsi, Avezzano,                     |                                                 |
|                               | Sciacca 38' | [http://www.pescara2009.it/results/pdf/selb/selb_C73_selb040000100001ENG.pdf (enlace roto disponible en Internet Archive; véase el historial, la primera versión y la última). Reporte] | Shahen 74' | Árbitro(s): Fernando Teixeira Vitienes (España) | Árbitro(s): Fernando Teixeira Vitienes (España) |

| 27 de junio de 2009, 17:00 CET | Grecia                                           | 4:0 | Siria | Stadio dei Marsi, Avezzano,               |                                           |
|                                | Soiledis 29' · Pavlis 42' 68' · Niklitsiotis 75' | [http://www.pescara2009.it/results/pdf/selb/selb_C73_selb040000100002ENG.pdf (enlace roto disponible en Internet Archive; véase el historial, la primera versión y la última). Reporte] |       | Árbitro(s): Nikola Dabanovic (Montenegro) | Árbitro(s): Nikola Dabanovic (Montenegro) |

| 29 de junio de 2009, 20:00 CET | Italia                                        | 3:1 | Grecia     | Stadio dei Marsi, Avezzano,         |                                     |
|                                | Mustacchio 28' · Mustacchio 55' · Sciacca 76' | [http://www.pescara2009.it/results/pdf/selb/selb_C73_selb040000100003ENG.pdf (enlace roto disponible en Internet Archive; véase el historial, la primera versión y la última). Reporte] | Pavlis 34' | Árbitro(s): Olivier Thual (Francia) | Árbitro(s): Olivier Thual (Francia) |

### Grupo B
| Equipo  | PJ | G | E | P | GF | GC | DG | Pts |
| ------- | -- | - | - | - | -- | -- | -- | --- |
| Francia | 2  | 2 | 0 | 0 | 3  | 0  | +3 | 6   |
| Turquía | 2  | 1 | 0 | 1 | 5  | 2  | +3 | 3   |
| Malta   | 2  | 0 | 0 | 2 | 0  | 6  | -6 | 0   |

| 25 de junio de 2009, 17:00 CET | Francia                          | 2:0 | Turquía | Stadio Comunale, Teramo,          |                                   |
|                                | Malonga 20' · Joseph-Monrose 76' | [http://www.pescara2009.it/results/pdf/selb/selb_C73_selb040000200001ENG.pdf (enlace roto disponible en Internet Archive; véase el historial, la primera versión y la última). Reporte] |         | Árbitro(s): Gamail Embaia (Libia) | Árbitro(s): Gamail Embaia (Libia) |

| 27 de junio de 2009,17:00 CET | Malta | 0:5 | Turquía                                                    | Stadio Comunale, Teramo,                 |                                          |
|                               |       | [http://www.pescara2009.it/results/pdf/selb/selb_C73_selb040000200002ENG.pdf (enlace roto disponible en Internet Archive; véase el historial, la primera versión y la última). Reporte] | Aygunes 14' · Albayrak 36' 49' · Basdas 53' · Gokoglan 54' | Árbitro(s): Vasilios Pamporidis (Greece) | Árbitro(s): Vasilios Pamporidis (Greece) |

| 29 de junio de 2009, 17:00 CET | Francia     | 1:0 | Malta | Stadio Comunale, Teramo,                        |                                                 |
|                                | Lasimant 7' | [http://www.pescara2009.it/results/pdf/selb/selb_C73_selb040000200003ENG.pdf (enlace roto disponible en Internet Archive; véase el historial, la primera versión y la última). Reporte] |       | Árbitro(s): Fernando Teixeira Vitienes (España) | Árbitro(s): Fernando Teixeira Vitienes (España) |

### Grupo C
| Equipo     | Pld | G | E | P | GF | GC | DG | Pts |
| ---------- | --- | - | - | - | -- | -- | -- | --- |
| Libia      | 2   | 0 | 2 | 0 | 0  | 0  | 0  | 2   |
| Montenegro | 2   | 0 | 2 | 0 | 0  | 0  | 0  | 2   |
| Marruecos  | –   | – | – | – | –  | –  | –  | –   |

 Marruecos se retiró de la competición por lo que los encuentros entre las selecciones de  Libia y  Montenegro sirvieron para determinar el pase a semifinales y por lo tanto, la opción a medalla.
| 25 de junio de 2009, 17:00 CET | Libia | 0:0 | Montenegro | Stadio Guido Biondi, Lanciano,      |                                     |
|                                |       | [http://www.pescara2009.it/results/pdf/selb/selb_C73_selb040000300001ENG.pdf (enlace roto disponible en Internet Archive; véase el historial, la primera versión y la última). Reporte] |            | Árbitro(s): Olivier Thual (Francia) | Árbitro(s): Olivier Thual (Francia) |

| 29 de junio de 2009, 17:00 CET | Montenegro | 0:0 | Libia | Stadio Guido Biondi, Lanciano,      |                                     |
|                                |            | [http://www.pescara2009.it/results/pdf/selb/selb_C73_selb040000300002ENG.pdf (enlace roto disponible en Internet Archive; véase el historial, la primera versión y la última). Reporte] |       | Árbitro(s): Mauro Bergonzi (Italia) | Árbitro(s): Mauro Bergonzi (Italia) |

| Definición por penales |  |     |  |         |
| Novovic                |  | 1:1 |  | Mansor  |
| Durutovic              |  | 1:2 |  | Gagom   |
| Savic                  |  | 2:3 |  | Altriki |
| Vukovic                |  | 2:4 |  | Ahmed   |

### Grupo D
| Equipo  | PJ | G | E | P | GF | GC | DG | Pts |
| ------- | -- | - | - | - | -- | -- | -- | --- |
| España  | 2  | 1 | 1 | 0 | 5  | 2  | +3 | 4   |
| Túnez   | 2  | 1 | 1 | 0 | 4  | 3  | +1 | 4   |
| Albania | 2  | 0 | 0 | 2 | 1  | 5  | -4 | 0   |

| 25 de junio de 2009, 17:00 CET | España                       | 2:2 | Túnez         | Stadio Valle Anzuca, Francavilla al Mare, |                                     |
|                                | Sassi 29' (a.g.) · Aarón 67' | [http://www.pescara2009.it/results/pdf/selb/selb_C73_selb040000400001ENG.pdf (enlace roto disponible en Internet Archive; véase el historial, la primera versión y la última). Reporte] | Ayari 57' 59' | Árbitro(s): Mauro Bergonzi (Italia)       | Árbitro(s): Mauro Bergonzi (Italia) |

| 27 de junio de 2009, 17:00 CET | Albania    | 1:2 | Túnez                        | Stadio Valle Anzuca, Francavilla al Mare, |                                    |
|                                | Shehaj 23' | [http://www.pescara2009.it/results/pdf/selb/selb_C73_selb040000400002ENG.pdf (enlace roto disponible en Internet Archive; véase el historial, la primera versión y la última). Reporte] | Ben Messaoud 27' · Ayari 35' | Árbitro(s): Aydinus Firat (Turkey)        | Árbitro(s): Aydinus Firat (Turkey) |

| 29 de junio de 2009, 17:00 CET | España                           | 3:0 | Albania | Stadio Valle Anzuca, Francavilla al Mare, |                                           |
|                                | Kike 11' · Aarón 12' · Botía 77' | [http://www.pescara2009.it/results/pdf/selb/selb_C73_selb040000400003ENG.pdf (enlace roto disponible en Internet Archive; véase el historial, la primera versión y la última). Reporte] |         | Árbitro(s): Nikola Dabanovic (Montenegro) | Árbitro(s): Nikola Dabanovic (Montenegro) |

## Puestos del 5.º al 8.º
|  | Eliminatoria del 5.º al 8.º | Eliminatoria del 5.º al 8.º |       |            | 5.º y 6.º  | 5.º y 6.º |  |
|  |                             |                             |       |            |            |           |  |
|  | 1 de julio                  |                             |       |            |            |           |  |
|  | Grecia                      | 2                           |       |            |            |           |  |
|  | Montenegro                  | 1                           |       |            |            |           |  |
|  |                             |                             |       |            |            |           |  |
|  |                             |                             |       |            | 3 de julio |           |  |
|  |                             |                             |       |            | Grecia     | 1 (6)     |  |
|  |                             | Turquía                     | 1 (7) |            |            |           |  |
|  |                             |                             |       |            |            |           |  |
|  |                             |                             |       |            |            |           |  |
|  |                             |                             |       |            | 7.º y 8.º  |           |  |
|  | 1 de julio                  | 1 de julio                  |       | 3 de julio | 3 de julio |           |  |
|  | Turquía                     | 2                           |       | Montenegro | 0          |           |  |
|  | Túnez                       | 1                           |       |            | Túnez      | 1         |  |

### Primera ronda
| 1 de julio de 2009, 17:00 CET | Grecia | 2:1 | Montenegro | Stadio dei Marsi, Avezzano, |  |

| 1 de julio de 2009, 17:00 CET | Turquía | 2:1 | Túnez | Stadio Guido Angelini, Chieti, |  |

### 7.º Puesto
| 3 de julio de 2009, 17:00 CET | Montenegro | 0:1 | Túnez |  |  |

### 5.º Puesto
| 3 de julio de 2009, 20:30 CET | Grecia | 1:1 (6-5 p.) | Turquía | Stadio Gaetano Bonolis, Teramo |  |
|                               |        | Reporte      |         |                                |  |

## Fase Final
|  | Semifinales          | Semifinales     |   |                        | Final                  | Final |  |
|  |                      |                 |   |                        |                        |       |  |
|  |                      |                 |   |                        |                        |       |  |
|  | Francavilla, 1 julio |                 |   |                        |                        |       |  |
|  | Italia               | 1               |   |                        |                        |       |  |
|  | Libia                | 0               |   |                        |                        |       |  |
|  |                      |                 |   |                        |                        |       |  |
|  |                      |                 |   |                        | Pescara, 4 de julio    |       |  |
|  |                      |                 |   |                        | Italia                 | 1     |  |
|  |                      | España          | 2 |                        |                        |       |  |
|  |                      |                 |   |                        |                        |       |  |
|  |                      |                 |   |                        |                        |       |  |
|  |                      |                 |   |                        | Tercer lugar           |       |  |
|  | Teramo, 1 julio      | Teramo, 1 julio |   | Rustenburg, 4 de julio | Rustenburg, 4 de julio |       |  |
|  | Francia              | 1               |   | Libia                  | 0 (8)                  |       |  |
|  | España               | 2               |   |                        | Francia                | 0 (7) |  |

### Semifinales
| 1 de julio de 2009, 17:00 CET | Italia | 1:0 | Libia | Stadio Valle Anzuca, Francavilla al Mare, |  |

| 1 de julio de 2009, 21:00 CET | Francia     | 1:2 | España                   | Stadio Comunale, Teramo, |  |
|                               | Tabanou 87' |     | Nsue 42' · Laguardia 51' |                          |  |

### Tercer Puesto
| 4 de julio de 2009, 20:30 CET | Libia | 0:0 | Francia | Stadio Guido Angelini, Chieti, |  |

| Definición por penales |  |     |  |           |
| Mansor                 |  | 1:1 |  | Ravet     |
| Gagom                  |  | 1:2 |  | Pied      |
| Altriki                |  | 2:2 |  | Bakar     |
| Ahmed                  |  | 3:3 |  | Mustivar  |
| Zrimeg                 |  | 4:4 |  | Guidileye |
| Elmhashhash            |  | 5:5 |  | Malonga   |
| Issa                   |  | 5:5 |  | Coubronne |
| Abubaker               |  | 6:6 |  | Koné      |
| Elgarmadi              |  | 7:7 |  | Kévin     |
| Elzaredi               |  | 8:7 |  | Abenzoar  |

### Final
| 4 de julio 2009, 16:00 CET | Italia         | 1:2 | España                     | Stadio Adriatico, Pescara, |                           |
|                            | Mustacchio 89' |     | Nsue 76' · Calderoni 90+4' | Árbitro(s): Gamail Embaia  | Árbitro(s): Gamail Embaia |

## Clasificación Final
| Posición | País       |
| -------- | ---------- |
|          | España     |
|          | Italia     |
|          | Libia      |
| 4        | Francia    |
| 5        | Turquía    |
| 6        | Grecia     |
| 7        | Túnez      |
| 8        | Montenegro |
| 9        | Siria      |
| 10       | Albania    |
| 11       | Malta      |